# Cephalotes toltecus
Cephalotes toltecus é uma espécie de inseto do gênero Cephalotes, pertencente à família Formicidae.